# Mines de plomb du sud du Missouri
Les Mines de plomb du sud du Missouri, situées dans les montagnes Ozark, qui datent du tout début de la colonisation française, au XVIIIe siècle, forment la plus grande région d'extraction de plomb des États-Unis depuis trois siècles, appelée aussi « ceinture de plomb » (Lead Belt).  L'ancienne ceinture était centrée sur Park Hills et Desloge dans le Missouri, tandis que la nouvelle ceinture de plomb est proche de Viburnum, toujours dans le Missouri. 

## Histoire

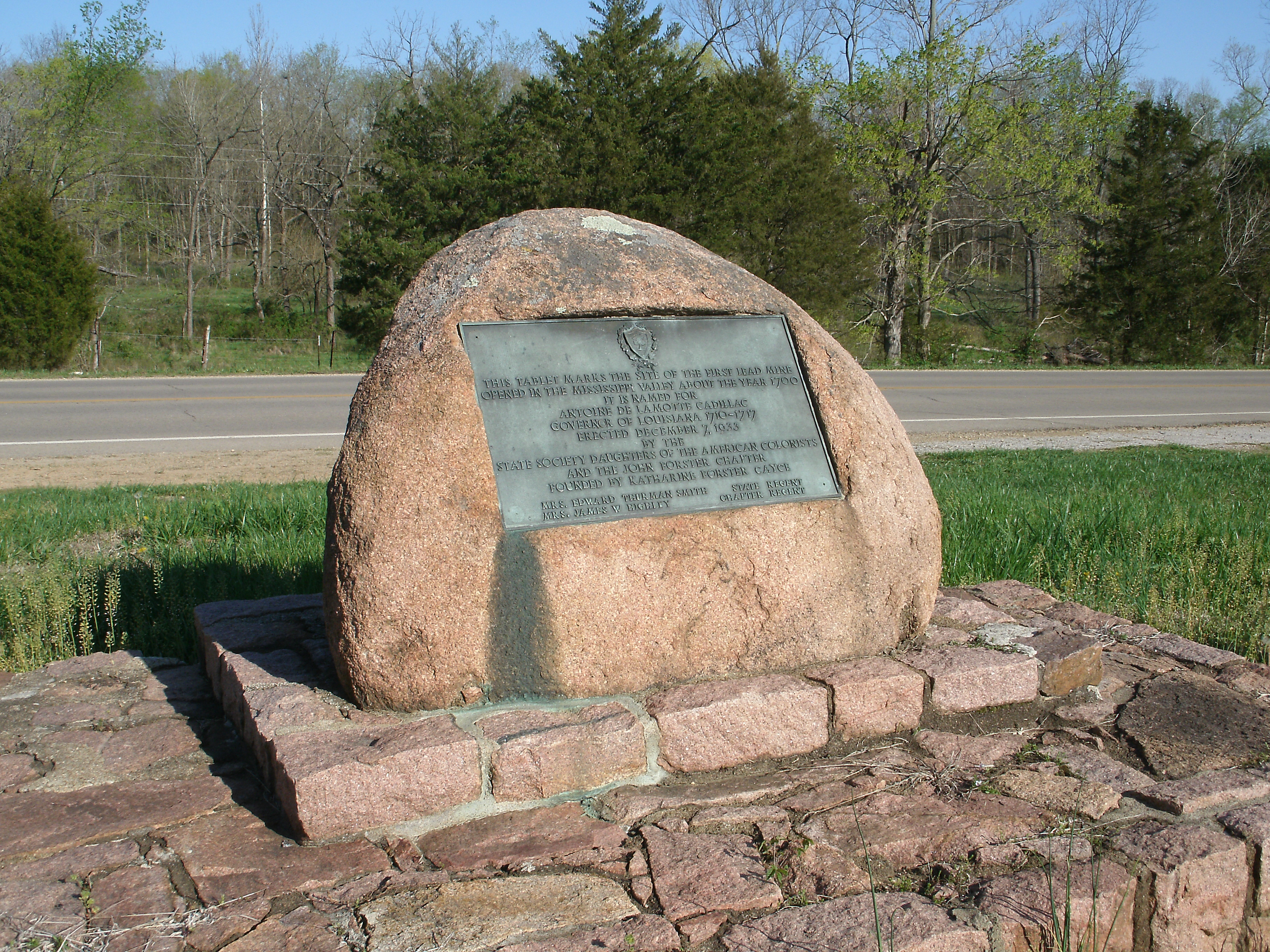
Monument commémoratif de la « Mine La Motte », fondée vers 1700.

### XVIIIesiècle
Le père Jacques Gravier (1651 – 1708), missionnaire venu du Québec, visite la région au tout début du XVIIIe siècle, et rend compte dans ses écrits du potentiel minier, tout en rédigeant un dictionnaire de près de 600 pages de la langue des indiens Kaskaskias.
Les premiers colons venus pour extraire le métal des mines de plomb du sud du Missouri sont arrivés dans le sillage de Philip François Renault,  directeur des opérations minières pour la Compagnie d'Occident, installé en 1720 dans le  Pays des Illinois, le long du fleuve Missouri, avec 200 travailleurs et mécaniciens et 500 esclaves de Saint-Domingue pour travailler dans les mines de charbon et de plomb. Ces mines, dont une prendra le nom de « Mine La Motte », génèrent aussi des sous-produits recherchés, comme l'argent. Il fonde en 1720 le village de Bonne Terre. Les mineurs, venant essentiellement du Canada fondèrent un campement dénommé « Le Petit Canada », avant de prendre le nom définitif de French Village.
| établissement               | Fondation       |
| --------------------------- | --------------- |
| Mine La Motte               | 1717            |
| Sainte-Geneviève (Missouri) | 1750, 1735-1785 |
| Saint-Louis (Missouri)      | 1764            |
| Carondelet (Missouri)       | 1767            |
| St-Charles                  | 1769            |
| Mine à Breton               | 1770, 1760-1780 |
| New Madrid                  | 1783, 1789      |
| Sainte-Geneviève (Missouri) | 1786            |
| Commerce (Missouri)         | 1788            |
| Cap-Girardeau               | 1792            |
| Wolf Island (Missouri)      | 1792            |

Malgré la découverte, en plus du minerai de plomb, de minerai de sphalérite, un sulfure de zinc, ces mines n'étaient pas assez profitables pour que la Compagnie d'Occident puisse survivre, en raison de problèmes de transport. En 1723, Philip François Renault fonda le village de Saint-Philippe près du Fort de Chartres, dans ce qui deviendra la plus grande région d'extraction de plomb des États-Unis, qui à l'époque se reconvertit surtout dans l'agriculture. La ville de Sainte-Geneviève (Missouri), plus ancien village permanent du Missouri, est fondée vers le milieu des années 1730 par des Canadiens français à environ 3 kilomètres au sud de sa localisation actuelle, sur les bords du fleuve Mississippi. Elle sert de port fluvial pour le transport du plomb, utilisé comme matériau de couverture. Philip François Renault repart en France en 1749 et y cède ses droits miniers.
En 1763, le traité de Paris met fin à la guerre de Sept Ans, la France cède à la Grande-Bretagne les territoires l'est du Mississippi. Ces territoires sont fuis par des immigrants canadiens et créoles, qui s'installent sur la rive occidentale du fleuve, puis découvrent que la ville est passée sous contrôle de l'Espagne (allié de la France), comme l'ensemble de la partie ouest de la Louisiane, en vertu du traité de Fontainebleau demeuré secret. La mainmise des colons espagnols reste cependant faible et la culture française se maintient.
Francois Azor, alias Breton, découvre un nouveau filon en 1773, appelé « la mine à Breton », qui attire les mineurs des autres sites proches. Les deux décennies de la fin du XVIIIe siècle voient de nouveaux arrivages de Français du Missouri dans le secteur de La Vieille Mine,  près de la ville de Potosi dans le sud-est de l’État.

### XIXesiècle

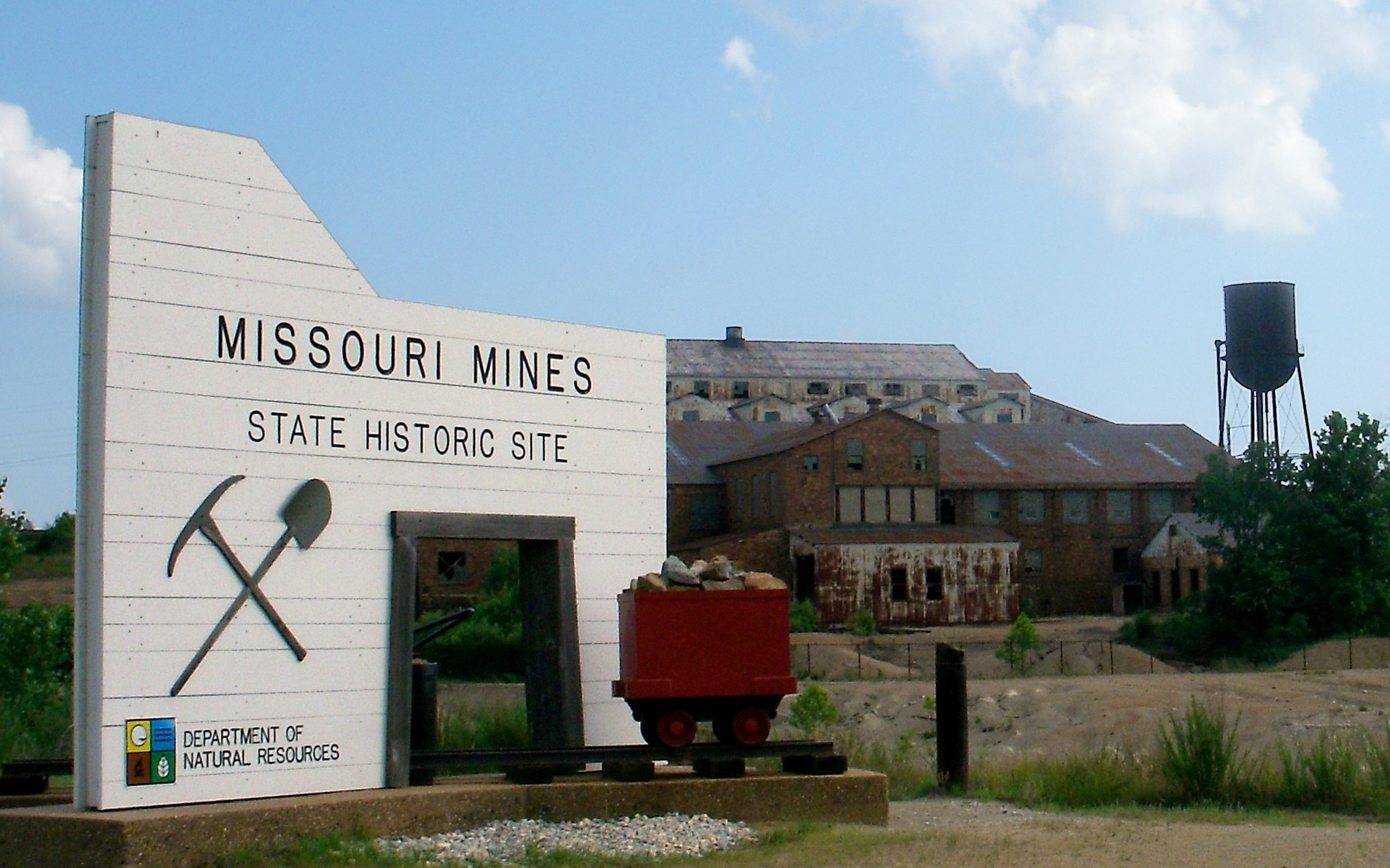
Site historique d'une vieille fonderie.

En 1797, Moses Austin reçoit d'importants droits miniers. La « mine à Breton » compte déjà 26 familles françaises pour l'exploiter en 1804, et en 1818, malgré une immigration anglophone, on compte 70 bâtiments dans la région qui conservera sa culture francophone. En effet, vers la fin des années 1980, il y avait encore plus d’un millier de locuteurs natifs du français missourien capables de comprendre et de s’exprimer dans le dialecte de la région. Moses Austin sera le premier à installer une colonie américaine à l'ouest du Mississippi. Il fonda Potosi, mais la guerre anglo-américaine de 1812 puis la crise bancaire de 1819 le ruinèrent. Il fonda aussi Herculaneum comme point de navigation sur le Mississippi.
Firmin René Desloge s'établit en Amérique en 1823, dans le négoce de fourrures, le long des rivières de l'Ohio et du Mississippi, avant de se lancer dans l'exploitation minière de Potosi, où il fait construire en 1824 un four de fusion. Son fils Firmin Vincent Desloge prend le relais en 1867 après des études de commerce à Saint-Louis. Il fait construire le premier chemin de fer dans le comté de Saint-François. En 1887, ses deux sociétés ont fusionné pour créer ce qui était probablement la plus grande entreprise de plomb-mines et fonderies de l'époque. En 1889, il acquiert la Bogy Lead Mining Company, l'une des plus anciennes propriétés minières du Missouri, après avoir fondé en 1888, la Desloge Consolidated Lead Company.
En 1893, une nouvelle mine Desloge a ouvert dans le comté de Saint-François. Le moulin avait la capacité de traiter 500 tonnes de plomb par jour.

### XXesiècle

Les mines de la nouvelle « ceinture de plomb ».

Au milieu du XXe siècle, le gisement s'épuisant, la production du plus gros centre plombifère du monde est passée de 180 000 tonnes entre 1925 et 1929, à 102 000 tonnes en 1943, puis est remontée à 150 000 tonnes en 1944. Au cours de la guerre, les mines américaines ont fourni un effort considérable, alors qu'aucun gisement important n'y a été découvert. 
En l'an 2000, le Missouri a produit 313 105 tonnes de plomb, avec une valeur estimée à 128 838 880 dollars, selon Missouri DNR données. Environ 84 % du plomb est utilisé pour les batteries au plomb-acide , et une fonderie secondaire Boss, Missouri recycle des batteries au plomb. Un autre gros consommateur de plomb du Missouri est l'usine de Munitions Winchester, située à East Alton, dans l'Illinois.